# San Luis, Agusan del Sur
San Luis (Bayan ng San Luis) är en kommun i Filippinerna. Kommunen ligger på ön Mindanao, och tillhör provinsen Agusan del Sur. Folkmängden uppgår till 32 109 invånare år 2015.

## Barangayer
San Luis är indelat i 25 barangayer.
| - Anislagan - Baylo - Coalicion - Culi - Nuevo Trabajo - Poblacion - Santa Ines - Balit - Binicalan - Cecilia - Dimasalang - Don Alejandro jingggoy consigna - Don Pedro | - Doña Flavia - Mahagsay - Mahapag - Mahayahay - Muritula - Policarpo - San Isidro - San Pedro - Santa Rita - Santiago - Wegguam - Doña Maxima |